# Basílica do Sagrado Coração de Jesus

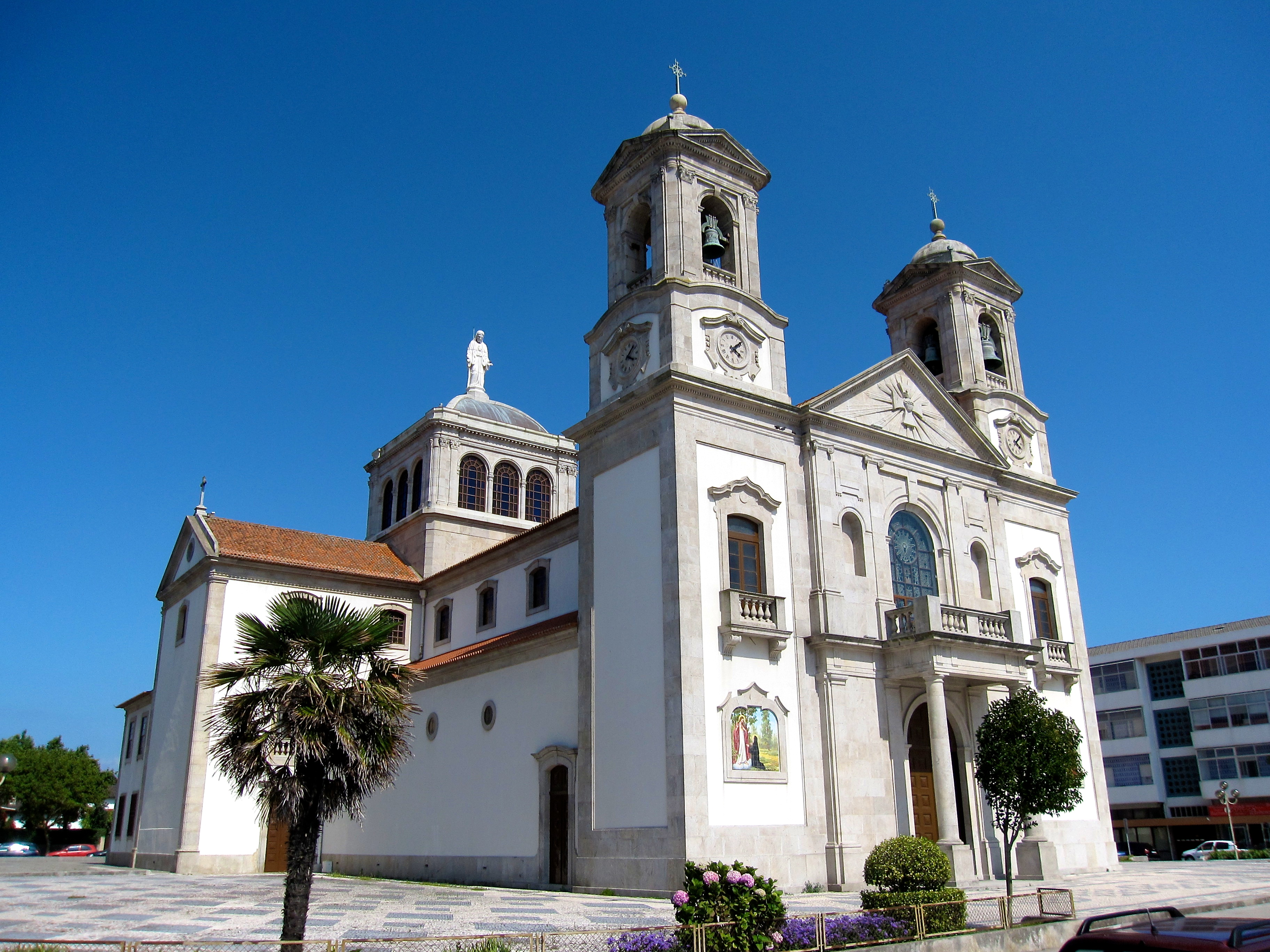
A Basílica do Sagrado Coração de Jesus situada na Póvoa de Varzim.

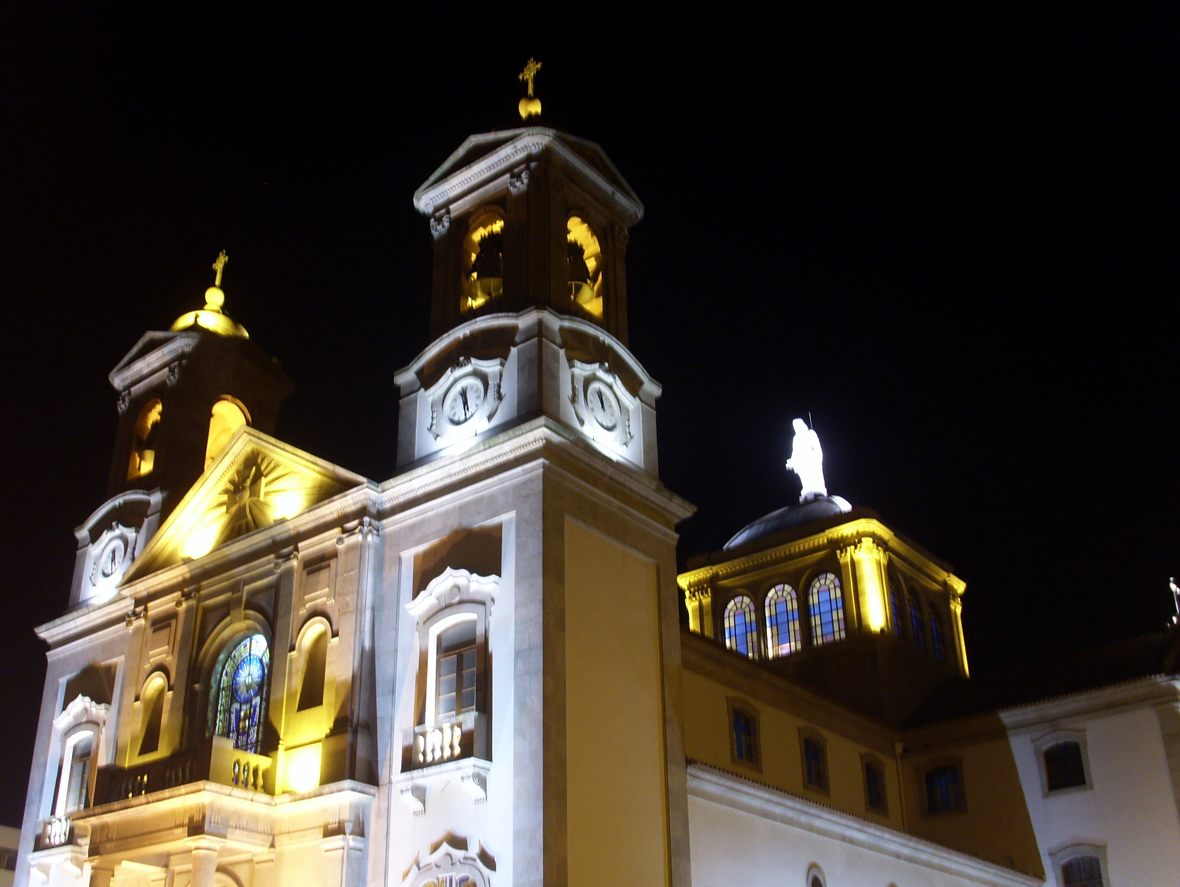
A imagem do Sagrado Coração de Jesus, em cima da cúpula da Basílica, iluminada à noite.

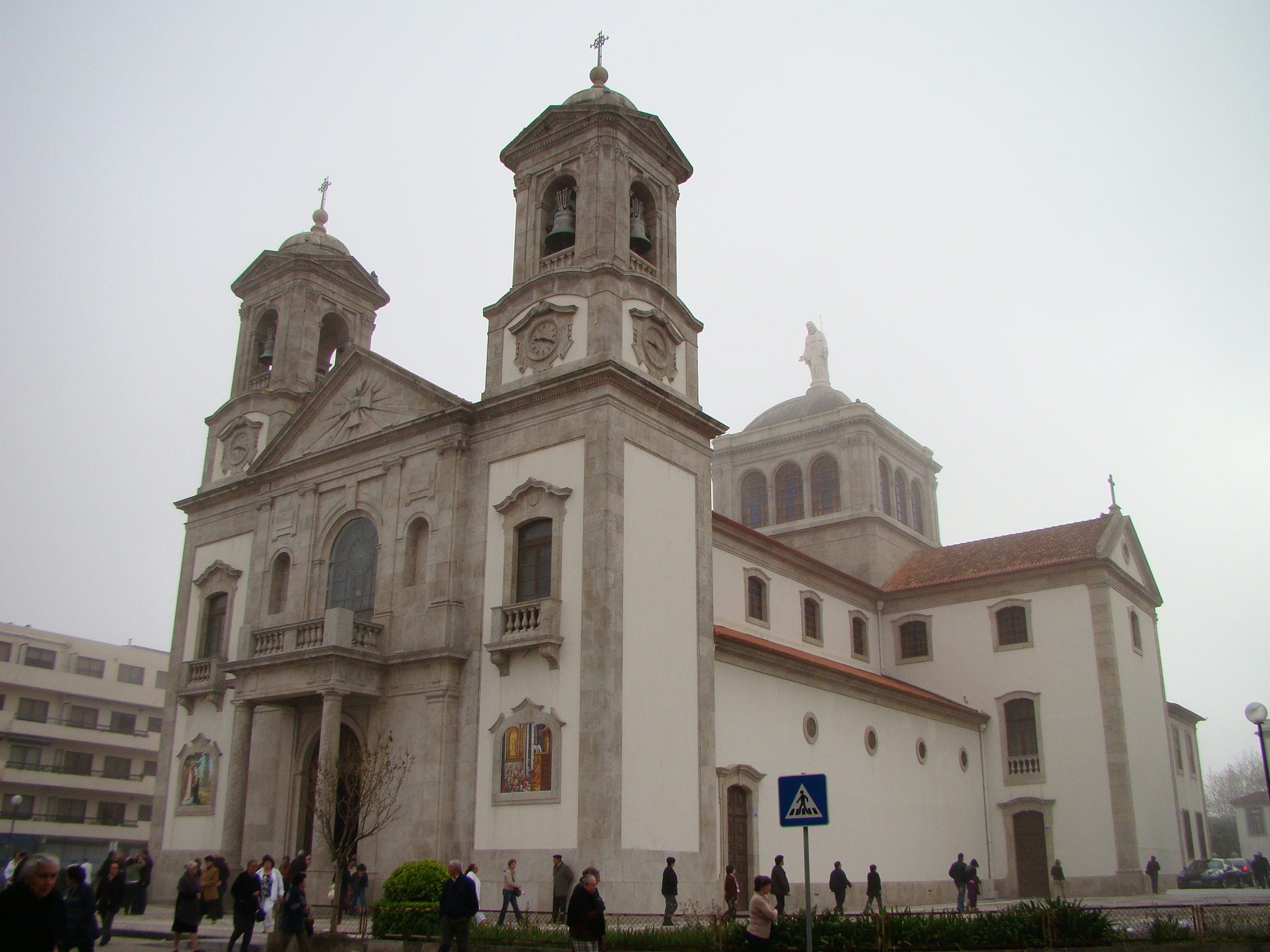
Vista lateral da Basílica do Sagrado Coração de Jesus na Póvoa de Varzim.

A Basílica do Sagrado Coração de Jesus é uma basílica situada na Póvoa de Varzim em Portugal.

## Localização
A Basílica do Sagrado Coração de Jesus é uma basílica situada na cidade da Póvoa de Varzim, no norte de Portugal, acedendo-se pela rua Gomes de Amorim, à margem da estrada nacional que segue para Viana do Castelo.
Apesar de localizada no Norte da cidade, o templo faz parte da paróquia da Igreja Matriz da Póvoa de Varzim. A construção iniciou-se em 1890 e em 1900 é divulgada a planta original do capelão Padre Ferreira, professor de desenho no Colégio do Espírito Santo em Braga. No entanto, os detalhes da frontaria da basílica, em estilo neoclássico, diferem da planta primitiva.
O templo é notado pela cúpula, onde se encontra a imagem do Sagrado Coração de Jesus, uma escultura de Jesus Cristo. A base deste domo é vazada por doze janelas em arco que permitem a entrada da luz, dando leveza à estrutura e oferecendo a ilusão de uma auréola celestial.

## História
Os jesuítas possuíam outrora uma irmandade do Sagrado Coração de Jesus na Fortaleza de Nossa Senhora da Conceição, que contava, em tempos, com mais de 2000 irmãos, entre gentes da Póvoa e terras vizinhas. A irmandade foi extinta pelo rei D. José, aquando da expulsão da Companhia do país em 1761.
No século XIX, os jesuítas regressaram e através das suas "missões", a divulgação do "Apostolado de oração" e o aumento de devoções adquirem novamente uma influência marcante na sociedade poveira da época. João Francisco Trocado, secretário da Liga do Apostolado de Oração, adquiriu uma imagem do Coração de Jesus benzida pelo cardeal D. Américo em 1888 no Porto e aí surgiu a ideia de construir um templo digno, uma basílica, para a escultura.
O terreno foi comprado no ano seguinte e a construção da basílica inicia-se em 31 de Agosto de 1890. Faz-se uma construção provisória em madeira, onde se estabelecem, em 1903, os padres jesuítas Bento Schettini, Carlos Gouveia e dois irmãos coadjutores.
A nova igreja, pela sua imponência, destinava-se a ser para o Norte de Portugal, o que é a Basílica da Estrela em Lisboa. A elite poveira, pelas vozes de Rocha Peixoto, António dos Santos Graça e outros maçónicos e republicanos vão incentivar manifestações contra os jesuítas, nomeadamente a manifestação de 1901, por acreditarem esses serem responsáveis pela ignorância e crenças do povo inculto. Operários e artesãos, com ideias republicanas, serão responsáveis por muitos dos distúrbios. Para eles a influência dos jesuítas e das irmãs Doroteias, que governavam o Colégio feminino do Sagrado Coração de Jesus, prejudicavam o ideal republicano e socialista. O administrador interino Domingos José Moreira num telegrama datado de 11 de Março de 1901 diz que "Hontem á noite um grupo numeroso de populares percorreu as ruas em attitude pouco ordeira, a pretexto de uma manifestação anti-jesuitica. Requisitei auxilio da guarda fiscal que pôde restabelecer a ordem e socego publicos."
A campanha anti-jesuíta será feroz depois da implementação da República. A construção foi interrompida em 1910 com a expulsão dos jesuítas, no ano da Proclamação da República Portuguesa. A maior parte da população quer as famílias ricas e conservadoras, quer os pescadores tradicionalistas e também conservadores apoiam o clero, mesmo após a Lei de 20 de Abril de 1911 em que se separa o Estado da Igreja, e causa a nacionalização dos bens da igreja.
O templo ficou em ruínas e foi entregue à Confraria de Nossa Senhora de Lourdes, posteriormente à confraria de S. José. Depois da Revolução de 28 de Maio de 1926, a construção da basílica é retomada em 1927 com o regresso dos jesuítas, e dada como concluída em 31 de Outubro de 1948 durante o Estado Novo. No entanto, os trabalhos continuaram em dois altares e na colocação dos 24 sinos das torres. Os subscritores que ofereceram mais de mil escudos ficaram com os nomes gravados em mármore nas paredes.
Até 2017 albergou um pequena comunidade jesuíta.